# Runkelsiedlung
Die Runkelsiedlung ist eine Siedlung in Hückeswagen im Oberbergischen Kreis im Regierungsbezirk Köln in Nordrhein-Westfalen (Deutschland) und gehört nominell zum Ortsteil Kleineichen.

## Lage und Verkehrsanbindung

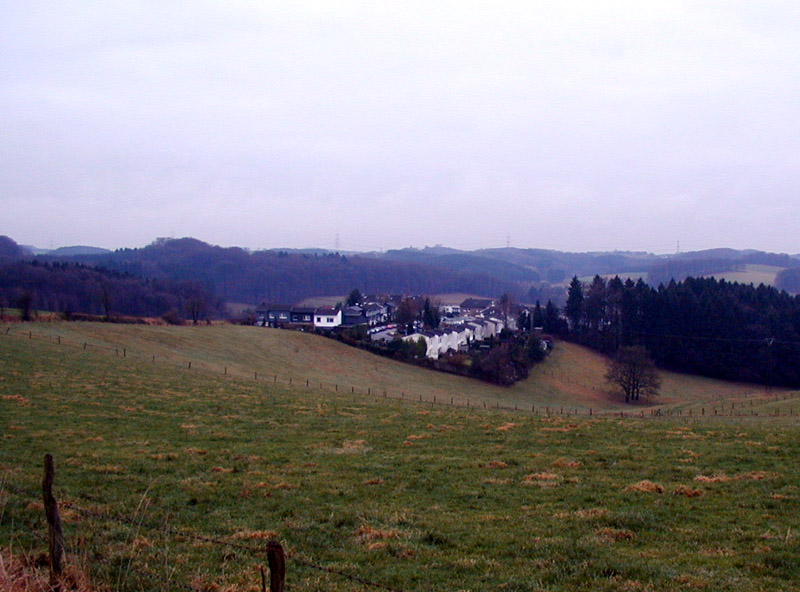
Ortsansicht der Runkelsiedlung

Die Runkelsiedlung liegt im südöstlichen Hückeswagen nahe der Bevertalsperre. Der Ort bildet ein zusammenhängendes Siedlungsgebiet  mit Hartkopsbever. Benannt ist de Siedlung nach ihren Bauträger, der Remscheider Firma Runkel.
Weitere Nachbarorte sind Großberghausen, Dierl, Reinshagenbever und Schmitzberg. Der Ort ist über eine Zufahrtsstraße erreichbar, die bei Kleineichen von der Kreisstraße K5 abzweigt und auch Hartkopsbever anbindet.

## Wander- und Radwege
Folgende Wanderwege führen durch den Ort:
- Der Bezirkswanderweg ◇6 (Wupperweg) des SGV-Bezirks Bergisches Land
- Die Straße der Arbeit des SGV-Bezirks Bergisches Land
- Der Ortswanderweg △ von Elberhausen zum Goldenbergshammer
- Der Hückeswagener Rundweg O